# Гросер-Штехлинзе
Гросер-Штехлинзе (озеро Штехлин) (нем. Großer Stechlinsee, Der Stechlin, по основной гипотезе от славянского стекло, стеклянный, из-за высокой прозрачности воды, либо из-за стеклодувного промысла, издавна существующего в округе)— крупнейшее на северогерманской низменности, а также самое глубокое озеро в земле Бранденбург, Германия. Оно и ещё 100 озёр образуют природный парк Штехлин-Руппин. Это единственное в северной Германии большое олиготрофное озеро. Прозрачность воды составляет до 11 м (в среднем 6 м), а её превосходное качество предоставляет возможность использовать её в качестве питьевой воды. Площадь поверхности — 4,52 км².
Уже более 40 лет учёные наблюдают за озером, начиная с того момента, когда оно служило охлаждающим водным резервуаром для первой в ГДР атомной электростанции Райнсберга. Существующая с тех пор мониторинговая станция влилась после объединения Германии в Институт Пресноводной Экологии и Внутреннего Рыбоводства и носит название отдела экспериментальной лимнологии. Рядом расположена станция мониторинга качества воздуха Немецкого Агентства по Окружающей Среде (Umweltbundesamt).
Ровные пляжи и прозрачная вода озера привлекают купальщиков и ныряльщиков.

## Гросер-Штехлинзе в искусстве
Прославил окрестности озера писатель Теодор Фонтане. Он назвал один из своих главных романов «Штехлин». Книга была опубликована в 1899 году, а в 1975 году роман был экранизирован немецкой телерадиокомпанией NDR. Один из эндемичных видов рыб получил по этой причине научное название Coregonus fontanae.